# NGC 6486
NGC 6486 ist eine kompakte elliptische Galaxie vom Hubble-Typ E/S0 im Sternbild Herkules am Nordsternhimmel. Sie ist schätzungsweise 368 Millionen Lichtjahre von der Milchstraße entfernt und hat einen Durchmesser von etwa 85.000 Lichtjahren. Gemeinsam mit NGC 6487 bildet sie ein (optisches?) Galaxienpaar.
Das Objekt wurde am 28. Juli 1880 von Édouard Stephan entdeckt.